# جغد استرالیایی
جغد استرالیایی (به انگلیسی: Australian boobook) (Ninox boobook) که در برخی مناطق با نام موپوک شناخته می‌شود، گونه ای از جغد بومی سرزمین اصلی استرالیا، جنوب گینه نو، جزیره تیمور و جزایر سوندا است. در سال ۱۸۰۱ توسط جان لاتام توصیف شد، و به‌طور کلی تا سال ۱۹۹۹ به عنوان همان گونه گوشت خوک نیوزیلند در نظر گرفته می‌شد. هشت زیرگونه از بوبووک استرالیا به رسمیت شناخته شده است که سه زیرگونه دیگر در سال ۲۰۱۹ به دلیل فراخوانی و ژنتیک متمایزشان به عنوان گونه‌های جداگانه طبقه‌بندی شدند.
کوچک‌ترین جغد در سرزمین اصلی استرالیا، بوبووک استرالیایی ۲۷ تا ۳۶ سانتی‌متر (۱۰٫۵ تا ۱۴ اینچ) طول دارد، با پرهای عمدتاً قهوه‌ای تیره با لکه‌های کم‌رنگ برجسته. چشمان سبز خاکستری یا زرد مایل به سبز دارد. معمولاً شب‌زیست، اگرچه گاهی در سپیده‌دم و غروب فعال است و در نقاط خلوت شاخ و برگ درختان خلوت می‌کند. بووبوک استرالیایی از حشرات و مهره‌داران کوچک تغذیه می‌کند و با هجوم به آنها از روی درختان آنها را شکار می‌کند.